# Wohnhaus Amtsfreiheit 9
Das Wohnhaus Amtsfreiheit 9 in Harpstedt stammt aus dem Jahr 1915. Es wird heute als Wohnhaus und Büro genutzt.
Das Gebäude steht unter Denkmalschutz (Siehe auch Liste der Baudenkmale in Harpstedt).

## Geschichte
Harpstedt wurde 1203 erstmals urkundlich erwähnt als Harpenstede.
Das zweigeschossige neunachsige verputzte Gebäude mit dem Mittelrisalit mit Segmentgiebel, Portal in einem Wandfeld mit zwei ionischen Säulen und davor Freitreppe sowie dem hohen Walmdach wurde 1915 nach Plänen von Carl Krahn (Bremen) auf einem großen Grundstück gebaut.
Der Architekt Krahn hat in Bremen und Umzu viele Wohnhäuser gebaut u. a. Haus Krahn, Haus Pape und Haus Meyer sowie das Bremer Logenhaus.